# Zahlenfunktion
Eine Zahlenfunktion ist eine Funktion, die Tupel von natürlichen Zahlen auf natürliche Zahlen abbildet.
Der Begriff wird hauptsächlich in der theoretischen Informatik in der Berechenbarkeitstheorie verwendet und dient der Abgrenzung zu Funktionen über anderen Mengen, insbesondere Wortfunktionen. Zum Beweis der Berechenbarkeit einer
Zahlenfunktion dienen mathematische Modelle wie die Registermaschine, die While-Berechenbarkeit oder die
μ-Rekursion.

## Formale Definition
Eine Zahlenfunktion ist eine möglicherweise partielle Funktion {\displaystyle f:\mathbb {N} ^{k}\to _{p}\mathbb {N} }.
Dabei steht {\displaystyle \mathbb {N} ^{k}} für das k-fache kartesische Produkt {\displaystyle \prod _{i=1}^{k}\mathbb {N} }, also die Menge der Tupel der Länge k mit natürlichen Zahlen als Komponenten.

## Bedeutung
In der Theorie der Berechenbarkeit kann man zeigen, dass sich Funktionen über beliebige Mengen durch eine geeignete Nummerierung auf Zahlenfunktionen abbilden lassen. Über die Cantorsche Paarungsfunktion zeigt man weiter, dass es ausreicht, sich in der Theorie der Berechenbarkeit auf die Menge der einstelligen Zahlenfunktionen {\displaystyle \mathbb {N} \to _{p}\mathbb {N} } zu beschränken.